# فرانز فولكر
فرانز فولكر (بالألمانية: Franz Völker)‏ (و. 1899 – 1965 م) هو مغني أوبرا، ومغني ألماني، ولد في نوي-إيزنبورغ، توفي في دارمشتات، عن عمر يناهز 66 عاماً.

## روابط خارجية
- فرانز فولكر على موقع مونزينجر (الألمانية)
- فرانز فولكر على موقع ميوزك برينز (الإنجليزية)
- فرانز فولكر على موقع أول ميوزيك (الإنجليزية)
- فرانز فولكر على موقع ديسكوغز (الإنجليزية)